# Deinogalerix
A Deinogalerix az emlősök (Mammalia) osztályának Eulipotyphla rendjébe, ezen belül a sünfélék (Erinaceidae) családjába és a szőrös sünök (Galericinae) alcsaládjába tartozó fosszilis nem.

## Tudnivalók
A Deinogalerix-fajok az eddigi felfedezett kövületek szerint, az egykori Gargano-sziget (manapság Olaszország egyik félszigete) endemikus állatai voltak, amelyek a középső és késő miocén korszakok idején, azaz 10-5 millió évvel ezelőtt éltek. Az első példányokat 1972-ben fedezték fel és írták le.
Habár a sünfélék családjába tartóznak, nem hasonlítanak a közismert rokonaikhoz. Inkább tüske nélküli, óriás cickányokra vagy patkányokra emlékeztetnek. És azon a szigeten ahol éltek, legalábbis a nagyobb méretű fajok azt az ökológiai fülkét töltötték be, melyet a kontinenseken a macskafélék és kutyafélék töltenek be; ezek ellenére nem voltak a sziget csúcsragadozói, hiszen a legnagyobb Deinogalerixekre is a Tyto gigantea gyöngybagoly vadászott. A kisebb Deinogalerix-fajok rovarokkal és csigákkal táplálkozhattak, míg a nagyobbak kisebb emlősöket, hüllőket és madarakat is zsákmányolhattak.
A legnagyobb faj a Deinogalerix koenigswaldi, melynek a koponyahossza 20 centiméter és a testhossza 60 centiméter volt.

## Rendszerezés
A nembe az alábbi 7 faj tartozik:
- †Deinogalerix brevirostris
- †Deinogalerix freudenthali
- †Deinogalerix intermedius
- †Deinogalerix koenigswaldi[3]
- †Deinogalerix minor
- †Deinogalerix masinii[4][5]
- †Deinogalerix samniticus[6]

## Képek

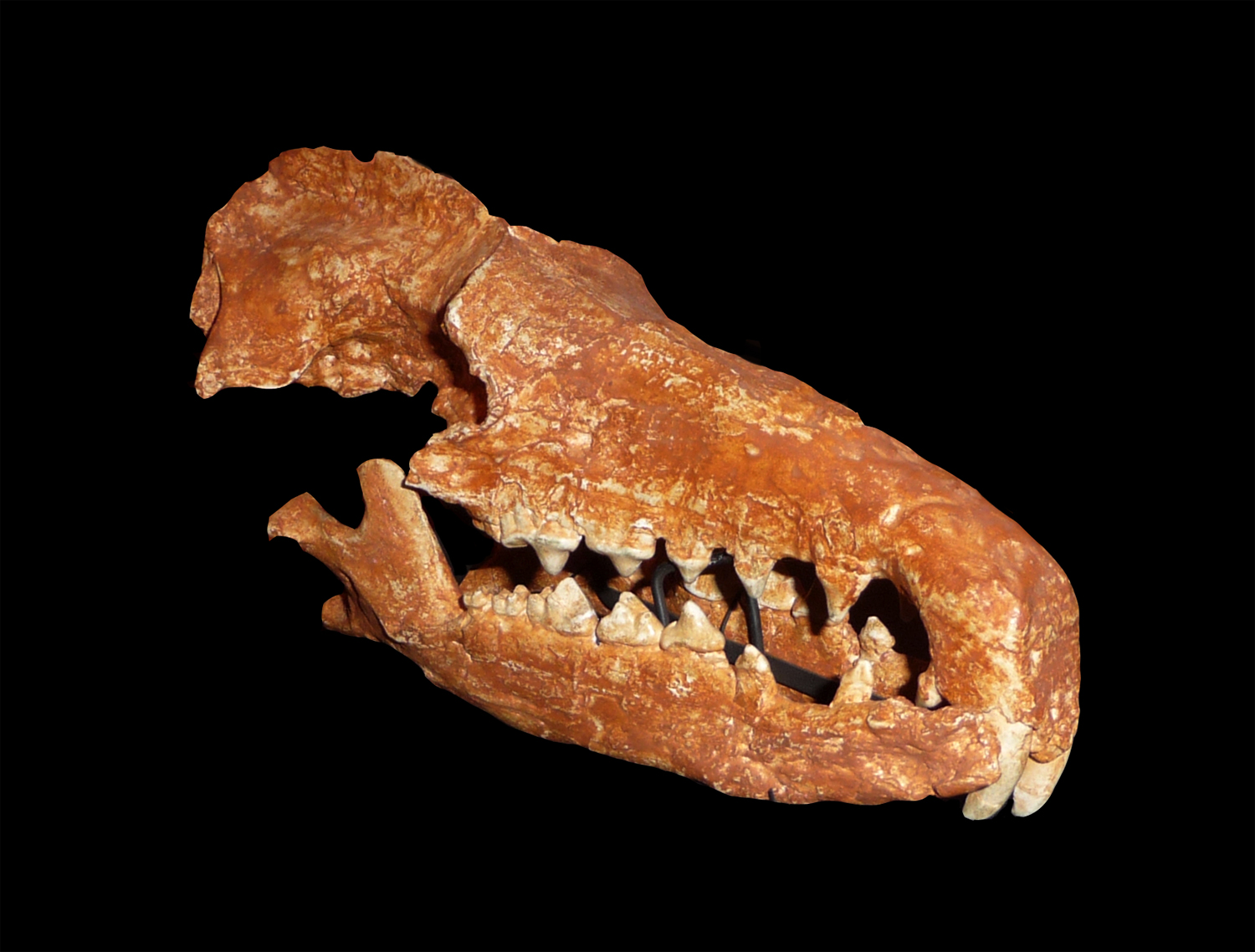
Koponya
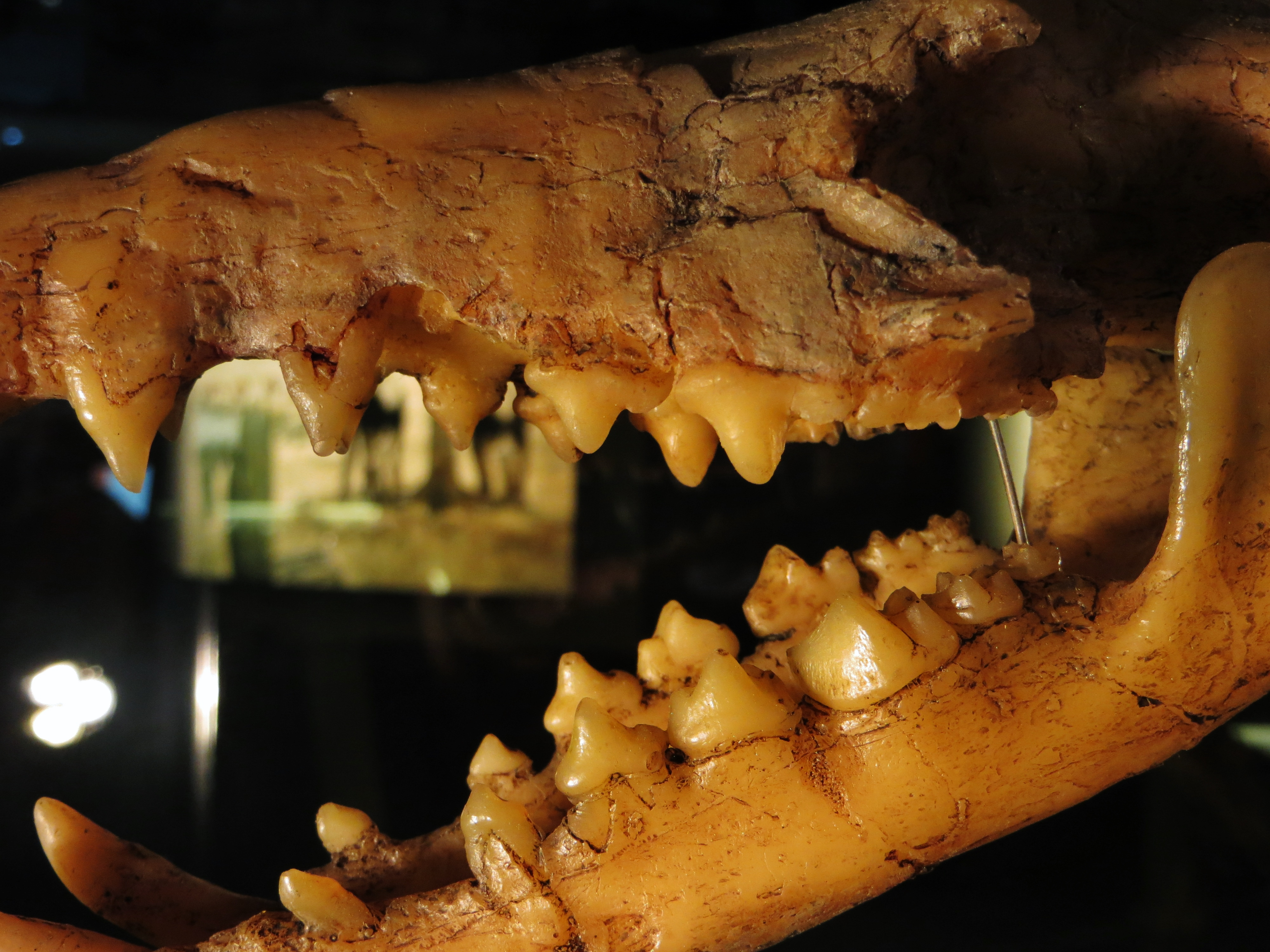
A fogazata közelről
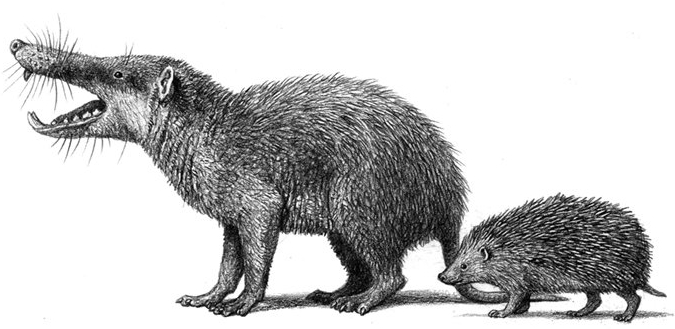
Az ősállatnak és az európai sünnek (Erinaceus europaeus) az összehasonlítása
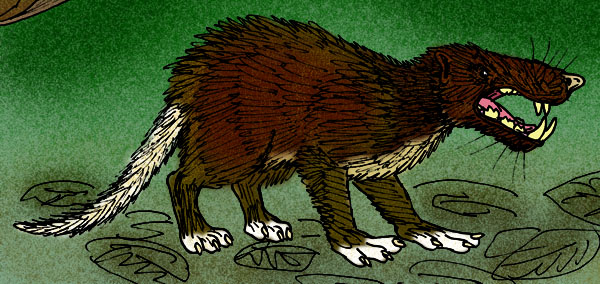
Rajz az állatról

## Fordítás
- Ez a szócikk részben vagy egészben  a   Deinogalerix című angol Wikipédia-szócikk ezen változatának fordításán alapul.  Az eredeti cikk szerkesztőit annak laptörténete sorolja fel. Ez a jelzés csupán a megfogalmazás eredetét és a szerzői jogokat jelzi, nem szolgál a cikkben szereplő információk forrásmegjelöléseként.